# District de Lilienfeld
Pour les articles homonymes, voir Lilienfeld.
Le district de Lilienfeld est une subdivision territoriale du Land de Basse-Autriche en Autriche. Son chef-lieu est Lilienfeld.

## Géographie

### Lieux administratifs voisins
|  |  |  |
|  |  |  |
|  |  |  |

## Communes
Le district de Lilienfeld est subdivisé en 14 communes :
- Annaberg
- Eschenau
- Hainfeld
- Hohenberg
- Kaumberg
- Kleinzell
- Lilienfeld
- Mitterbach am Erlaufsee
- Ramsau
- Rohrbach an der Gölsen
- St. Aegyd am Neuwalde
- St. Veit an der Gölsen
- Traisen
- Türnitz